# Erfgoedbibliotheek
Een erfgoedbibliotheek is een bibliotheek die specifieke elementen uit de collectie permanent ('voor de eeuwigheid') bewaart. Een erfgoedbibliotheek wordt daarom ook wel een bewaarbibliotheek genoemd. Er worden dus geen werken afgeschreven (vaktaal voor: "verwijderd"). Een van de doelstellingen van een dergelijke bibliotheek is een patrimonium op te bouwen met historische, culturele of wetenschappelijke waarde.

## Terminologie
De benamingen 'erfgoedbibliotheek' en 'bewaarbibliotheek' zijn van Belgische oorsprong en worden vooral in Vlaanderen gebruikt. Prof. dr. Ludo Simons heeft voor het eerst geprobeerd om het begrip 'bewaarbibliotheek' te definiëren:
Een bewaarbibliotheek is een bibliotheek die een cultureel en/of wetenschappelijk belangrijk documentair patrimonium van geschreven en gedrukte publicaties (handschriften, boeken en periodieken), gedigitaliseerde en elektronische publicaties en publicaties op andere dragers bewaart (en eventueel aanvult), beheert, bibliografisch ontsluit en (in mindere of meerdere mate) beschikbaar stelt. Ook bibliotheken met slechts één of enkele van de hier genoemde documentsoorten kunnen bewaarbibliotheken zijn. De bewaarfunctie kan ofwel de uitsluitende opdracht van de bibliotheek zijn (bewaarbibliotheken stricto sensu), of een gedeelte van de opdracht van de bibliotheek (bibliotheken die ook een bewaarcollectie beheren). De laatste kunnen we desgewenst ‘partiële’ bewaarbibliotheken noemen.
Onder invloed van het erfgoeddiscours spreekt men tegenwoordig eerder over een 'erfgoedbibliotheek'.
In de bibliotheeksector wordt de 'erfgoedcollectie van een bibliotheek' aangeduid met uiteenlopende termen. Binnen het Nederlandse taalgebied vinden we benamingen als 'historische collectie', 'bijzondere collectie', 'historische fonds', 'bewaarcollectie', 'documentair erfgoed' en 'documentair patrimonium'.
Een erfgoedbibliotheek is geen archief. Een archief is een geheel van documenten dat op een natuurlijke manier is ontstaan als gevolg van de activiteiten van een persoon of instelling. Een erfgoedbibliotheek daarentegen is een collectie van (voornamelijk) publicaties, samengebracht op basis van een (al dan niet formeel vastgelegd) verzamelbeleid. In een erfgoedbibliotheek bewaart men de gedrukte boeken van een schrijver; in een archief zijn briefwisseling en manuscripten.

## Collectie
De collectie van een erfgoedbibliotheek bestaat voor het overgrote deel uit publicaties. Behalve aan boeken valt daarbij te denken aan kranten, tijdschriften, brochures, pamfletten, landkaarten, affiches, partituren, CDs, etc. Maar ook handschriften, foto's, prenten, portretten, bouwplannen, brieven en dergelijke kunnen tot de collectie van een erfgoedbibliotheek behoren. Om historische redenen hebben erfgoedbibliotheken soms archiefbestanden of museale objecten in huis.
De erfgoedcollectie van een bibliotheek moet fysiek of via een kenmerk in de catalogus te onderscheiden zijn van de algemene bibliotheekcollectie. Als een bibliotheekinstelling erfgoedcollecties van elders heeft opgenomen (de bibliotheek van een beroemde schrijver of een voormalige abdij), zullen die als deelcollecties worden aangemerkt. Er kan ook sprake zijn van een deelcollectie als een bibliotheek een bepaald type materiaal gericht verzamelt, bijvoorbeeld Nederlandstalige jeugdliteratuur of publicaties over een bepaalde regio. Een selectie uit de catalogus op basis van een trefwoord wordt niet gezien als een deelcollectie.

## Uitleen- en reproductiebeleid
Werken die deel uitmaken van de erfgoedcollectie zijn meestal niet uitleenbaar en moeten in de leeszaal worden geraadpleegd, al worden recente uitgaven soms wel uitgeleend. Oudere, kostbaarder en kwetsbare items objecten zijn vaak gegroepeerd in een afdeling 'kostbare werken' of 'preciosa', en zijn soms alleen op speciale vraag raadpleegbaar voor bijvoorbeeld wetenschappelijk onderzoek. 
Kwetsbaar of frequent geraadpleegd materiaal wordt zo veel mogelijk ter beschikking gesteld via microfilms of digitale kopieën, om beschadiging en slijtage van de objecten te voorkomen. Vaak zijn fotokopieën of scans te verkrijgen, maar ook dat kan, vanwege de kwetsbaarheid van sommige voorwerpen, aan beperkingen onderhevig zijn. De meeste erfgoedbibliotheken vragen een reproductievergoeding als foto's of scans worden gemaakt voor gebruik in een publicatie.

## Vlaanderen

### Vzw Vlaamse Erfgoedbibliotheken
In 2008 werd op verzoek van de Vlaamse overheid door zes bibliotheken met een grote erfgoedcollectie Vlaamse Erfgoedbibliotheek vzw opgericht. Vlaamse Erfgoedbibliotheken is een netwerk van erfgoedbibliotheken en functioneert als de landelijke cultureel-erfgoedorganisatie voor bibliotheken met bewaarcollecties in Vlaanderen.

### Kwaliteitslabel 'Erkende erfgoedbibliotheek'
Sinds 2008 bestaat er een Vlaams kwaliteitslabel voor erfgoedbibliotheken. Dit betekent dat elke erfgoedbibliotheek die de vier basisfuncties van een erfgoedinstelling uitoefent (verzamelen, bewaren, onderzoeken en ontsluiten) en daarbij aan minimale kwaliteitsnormen voldoet, voor deze werking erkend kan worden door de Vlaamse Gemeenschap. Hieraan zijn overigens geen rechtstreekse subsidies verbonden.

### Erfgoedbibliotheken in Vlaanderen en het Brussels Hoofdstedelijk Gewest
De belangrijkste erfgoedbibliotheek in België is de Koninklijke Bibliotheek van België te Brussel, en de Erfgoedbibliotheek Hendrik Conscience in Vlaanderen. Ook de partnerbibliotheken van de Vlaamse Erfgoedbibliotheek vzw hebben belangrijke erfgoedcollecties. De Collectiewijzer Erfgoedbibliotheken brengt het bibliotheekerfgoed in erfgoedbibliotheken en andere bewaarinstellingen zo goed mogelijk in kaart.

## Nederland
Ook Nederlandse bibliotheken kunnen een bewaarfunctie hebben. Zo bewaart de Friese Provinciale Bibliotheek bepaalde stukken. Dit is afhankelijk van het onderwerp: dat kan bijvoorbeeld in verband staan met Friesland. Ook het Archief- en Documentatiecentrum voor R.K. Friesland te Bolsward heeft een 'presentiebibliotheek'. Het bezit aan ca. 7000 titels is voornamelijk verkregen uit schenkingen. De aanwezige boeken zijn ter inzage voor belangstellenden, maar worden niet uitgeleend.